# كاليب جوزيف
كاليب جوزيف (بالإنجليزية: Caleb Joseph)‏ هو لاعب كرة قاعدة أمريكي، ولد في 18 يونيو 1986 في ناشفيل في الولايات المتحدة.

## وصلات خارجية
- كاليب جوزيف على موقع دوري كرة القاعدة الرئيسي (الإنجليزية)
- كاليب جوزيف على موقعبيزبول رفرنس.كوم (الدوري الرئيسي) (الإنجليزية)
- كاليب جوزيف على موقعبيزبول رفرنس.كوم (الدوري الثانوي) (الإنجليزية)
- كاليب جوزيف على موقع إي إس بي إن.كوم (أم.أل.بي) (الإنجليزية)
- كاليب جوزيف على موقع مشجعي الرسوم البيانية (الإنجليزية)